# Saint-Ouen-le-Brisoult
Saint-Ouen-le-Brisoult är en kommun i departementet Orne i regionen Normandie i nordvästra Frankrike. Kommunen ligger i kantonen Carrouges som tillhör arrondissementet Alençon. År 2022 hade Saint-Ouen-le-Brisoult 125 invånare.

## Befolkningsutveckling
Antalet invånare i kommunen Saint-Ouen-le-Brisoult
| Referens: INSEE |